# Giovanni Andrea Darif
Giovanni Andrea Darif (Venezia, 7 settembre 1801 – Milano, 2 dicembre 1870) è stato un pittore italiano.

## Biografia
Nacque a Venezia il 7 settembre 1801 da Bortolo e Teresa Giupponi presso la parrocchia di Santa Maria Formosa; si trasferì a Udine ancora bambino per seguire il padre libraio. Fu discepolo del pittore Teodoro Matteini presso l'Accademia di belle arti di Venezia. Nel 1824 partecipò all'Esposizione annuale di Brera a Milano con il dipinto San Giovanni Battista nel deserto; questa presenza divenne costante nel tempo, anche perché decise di considerare il capoluogo lombardo sua patria d'elezione e di trasferirvi la propria residenza fino alla morte.
A Venezia prese parte a mostre accademiche annuali dal 1841 fino alla morte e, inoltre, a partire dal 1825, decorò le nuove sale dell'Accademia, più precisamente a lui si devono le lunette con i ritratti di illustri pittori veneziani del passato, oggi conservati nei depositi. Prima del 1834, inoltre, gli fu commissionata l'esecuzione di un dipinto con San Marco per la basilica di Santa Maria della Salute.